# Maison E. Lelong
La Maison E. Lelong, appelée également Éditions E. Lelong ou Librairie E. Lelong, est une maison d’édition et une librairie spécialisée dans les œuvres musicales et théâtrales.
Fondé en 1901 par Élisabeth Lelong, cet établissement se situe successivement au no 40 et au no 33 de la rue des Pierres à Bruxelles. Son activité perdure jusque dans les années 1990 grâce à la gestion de Michette Lelong, fille de la créatrice.

## Histoire
La maison d’édition Lelong semble avoir été fondée par un certain J.A. Lelong, lequel est renseigné comme « imprimeur-éditeur, Libraire des Théâtres royaux, 46, rue des Pierres [1845] ». En effet, plusieurs livrets d’opéras et textes de « comédie-vaudeville » ont été publiés par cet éditeur. L’exemple le plus ancien date de 1833.
Lorsqu’elle fonde la maison qui porte son nom, Élisabeth Lelong est l’épouse du célèbre chanteur et comédien bruxellois Nicolas d'Ambreville (de son véritable nom Nicolas Van Berkel), dont elle a publié certaines œuvres. Le couple aurait eu deux enfants, Lucien Ambreville et Michette Lelong (de son véritable nom Marie-Louise Van Berkel, 1910- ?). Néanmoins, un troisième enfant est évoqué dans la revue française La Rampe, datée du 21 novembre 1921, lors de l’annonce du décès du célèbre comédien.
Michette Lelong (alias Marie-Louise Van Berkel), leur fille, reprend la gestion de la Maison E. Lelong à un âge relativement jeune et fait subsister l’activité de cette enseigne, déjà bien connue dans le milieu musical bruxellois, jusque dans les années 1990. En plus de cette fonction, elle compose des chansons, dont la plus célèbre et la plus répandue est sans doute Toute ma vie dont une adaptation en anglais a été réalisée sous le nom Glorius. Elle fréquente et promeut de nombreuses personnalités de la chanson française en Belgique.

## Spécialités
La Maison E. Lelong est spécialisée dans le théâtre parlé et la musique. Elle est présentée comme « Librairie théâtrale ancienne et moderne », « Librairie théâtrale ancienne et moderne E. Lelong - Musique de drames et de vaudevilles - Musique d'opérettes - Chan[sons] » ou encore « Libraire théâtrale E. Lelong, 33 rue des Pierres 33 - Toutes les pièces jouées dans les théâtres de Bruxelles, toutes les chansons en vogue dans les music-hall, tous les morceaux joués par les orchestres, sont en vente dans cette librairie ».
La dénomination « Librairie théâtrale » et ses variantes ne désignent donc pas seulement la publication et la diffusion d’œuvres purement scéniques mais plutôt une spécialisation dans le domaine de la musique et du théâtre, entrecroisés au sein d’une même œuvre ou autonomes.

## E. Lelong, libraire-éditeur

### Édition
La Maison E. Lelong publie et commercialise elle-même son propre catalogue. Dans le cadre de cette double mission, la collaboration avec des imprimeurs, des typographes et des lithographes est nécessaire. Par exemple, Élisabeth Lelong s'associe avec E. Guyot, typographe et lithographe (situé au no 12, rue Pachéco, Bruxelles) et éd. Biefnot, imprimeur (situé au no 37, boulevard Jamar, Bruxelles). Les illustrateurs tels que Valéry Vander Poorten (dit V. Valéry, 1875-1932), Géo, A. Morel et F. Droit ont travaillé pour les éditions E. Lelong.
L'activité de la Maison E. Lelong dépasse la culture francophone car ses éditions sont en français mais aussi en néerlandais. En effet, cinq chansons du catalogue reconstitué (non exhaustif) présentent la dénomination « Brussel, E. Lelong, Uitgever 40, Steenstraat, 40 ». Les deux exemples Chansonnetten en Monologen van Jan de Baets et Ik ben Papa : Kluchtlied sont entièrement composés et présentés en néerlandais. Le cas particulier de Kzou willen da'k ne klijchkop ha! se rapproche du brusseleir, un dialecte propre à Bruxelles.
L’expansion de la maison d’édition dépasse le territoire belge. Élisabeth Lelong s’associe à des éditeurs français et suisses. Par exemple, Louis Bousquet (Paris), Michaud (11, boulevard des Italiens à Paris) et Foetisch Frères (Lausanne). À travers son rôle d’éditeur, elle négocie plusieurs contrats d’exclusivité et devient l’homologue belge de plusieurs maisons d’éditions musicales européennes.

### Diffusion
La boutique de la Maison E. Lelong (située au no 33, rue des Pierres à Bruxelles) permet à Élisabeth Lelong de diffuser ses propres éditions et des publications d’autres éditeurs. Elle crée un véritable circuit pour vendre sa collection dans d’autres commerces musicaux belges et via la vente par correspondance.
Le Liégeois Joseph Halleux, éditeur et vendeur de partitions (situé au no 27, rue Saint-Gilles) fournit au public liégeois la possibilité d’acquérir des éditions bruxelloises sans devoir se rendre dans la capitale. Il est un relai de la Maison E. Lelong dans la Cité ardente.
En dehors de la Belgique, en France notamment, Élisabeth Lelong est qualifiée de « fournisseur » de partitions. Elle communique avec l’acheteur, dans ce cas-ci Auguste Rondel, via l’envoi de factures et de documents écrits. Ce système de vente à distance ne nécessite pas nécessairement la rencontre entre les deux parties pour conclure la transaction. Le paiement se fait par mandat-poste international sans aucun retour possible des documents envoyés.
Dans le paysage de l’édition musicale et théâtrale, les activités de la Maison E. Lelong sont multiples, diversifiées et étendues au-delà des frontières nationales.

### Administration
Élisabeth Lelong gère son commerce et ses commandes grâce à des documents administratifs personnalisés. Des bons de commandes, des cartes postales, des lettres de format A4, des feuillets, etc. sont imprimés avec la dénomination (ou ses variantes) « E. Lelong éditeur » comme en-tête. Le numéro de téléphone, les numéros de comptes bancaires et des données administratives sont également inscrites.

## Catalogue: essai de reconstitution
Ce catalogue non exhaustif rassemble les publications musicales et théâtrales éditées par la Maison E. Lelong tout au long de son existence.
Pour faciliter la lecture, ce catalogue reconstitué est structuré selon les deux grands domaines des éditions E. Lelong : le théâtre et la musique.

### Théâtre
| Auteurs                               | Titre | Date              |
| ------------------------------------- | --- | ----------------- |
| /                                     | Oh! Le théâtre !, recueil de monologues                                                                    | s.d.              |
| /                                     | Timide, recueil de monologues                                                                              | s.d.              |
| Raphaël Adam                          | Prête-moi ton habit, comédie en 1 acte                                                                     | 1910              |
| Nicolas d'Ambreville                  | Recueil de 10 monologues pour dames et messieurs                                                           | 1918              |
| Albert Bailly                         | La Guerre, comédie en 3 actes                                                                              | 1912              |
| Léon-Jean Cauvez                      | Le Choix du mariage d'après-guerre, comédie en 1 acte                                                      | s.d.              |
| Léon-Jean Cauvez                      | La Loterie espagnole, comédie en 3 actes                                                                   | s.d.              |
| Franics Clarel et Paul de Perceval    | La Surprise !, comédie en 1 acte                                                                           | s.d.              |
| Théo Coutelier                        | Un fameux comédien, comédie en un acte                                                                     | s.d.              |
| Marcel Dekoster                       | Le Rêve, pièce en 1 acte                                                                                   | 1914              |
| Jules Dufourmantel                    | L’Affaire Roussot, drame en 1 acte                                                                         | s.d.              |
| Jules Dufourmantel et C. Du Prez      | Le Garçon de magasin, comédie en 1 acte                                                                    | s.d.              |
| Gaston Dumester                       | Les Légionnaires au Maroc, pièce en 5 actes et 7 tableaux                                                  | 1911              |
| Guillaume Frémolle et Henry Marcellin | Quelques vers à Pierrette, un acte en vers                                                                 | 1905              |
| Francis G.                            | La Croix Rouge, pièce en 1 acte                                                                            | 1916 /1918        |
| Jules Guilliaume                      | Pygmalion, monologue en un acte et en vers                                                                 | s.d.              |
| Fernand Heffry                        | Une Soirée au camp, pièce scoute en 1 acte                                                                 | 1923              |
| V. Miller                             | L'Oncle curé, comédie en 3 actes                                                                           | 1914              |
| Hary Mitchell                         | Le sacrifice, pièce en 1 acte                                                                              | 1912              |
| Colruyt Modeste                       | Chez nos vieux, tableau de mœurs campagnardes belges un acte                                               | 1913              |
| Gaston Rey                            | Un fameux comédien, comédie en 1 acte                                                                      | s.d.              |
| Gaston Rey                            | Une petite épreuve, comédie en 1 acte                                                                      | s.d.              |
| Gaston Rey                            | Le Secrétaire, comédie en 1 acte                                                                           | s.d.              |
| Marcel Royan                          | Brissone, comédie en 3 actes'                                                                              | 1911 (2e édition) |
| Marcel Royan                          | La Majorité de Jean Blick, comédie en 3 actes                                                              | 1914              |
| Henri Samuel                          | Le duc d'Albe à Bruxelles ou la Belgique sous la domination de l'Espagne, drame historique en quatre actes | s.d.              |
| Marcel Savières                       | Pour son fils, drame en 1 acte                                                                             | 1925              |
| Ernest Serigiers                      | Au cirque, clownerie en 1 acte                                                                             | 1917              |
| Ernest Serigiers                      | Double épreuve !, comédie en 1 acte                                                                        | 1915              |
| Armand Varlez                         | Saint-Plaix Homme de lettres, pièce en 4 actes et en prose                                                 | 1908              |
| Lucien Varnes                         | Le Pot-de-vin, comédie en 1 acte                                                                           | 1907              |
| Lucien Varnes                         | Servante, comédie en 3 actes                                                                               | 1907              |
| Auguste Vierset                       | La Perle, comédie en 1 acte                                                                                | 1925              |
| Édouard Wacken                        | Le Serment de Wallace, drame                                                                               | s.d.              |

| Auteurs          | Titre | Édition                            | Date |
| ---------------- | --- | ---------------------------------- | ---- |
| Adolphe Brachart | L'art de se grimer | 3e édition illustrée et augmentée, | 1914 |
| Adolphe Brachart | L'art de se grimer | 4e édition illustrée et augmentée  | 1920 |
| Adolphe Brachart | Comment on organise une tournée mondiale                                                                                      | /                                  | 1913 |
| Adolphe Brachart | Guide pratique du comédien, renseignements utiles pour trouver un engagement                                                  | /                                  | 1914 |
| Adolphe Brachart | Machinerie scénique et bruits de coulisses                                                                                    | 2e édition                         | 1913 |
| Adolphe Brachart | Pour interpréter un personnage, accompagné de nombreuses anecdotes sur le jeu scénique des plus illustres comédiens français, | /                                  | 1914 |
| Adolphe Brachart | Le Théâtre coopératif | /                                  | 1920 |
| Adolphe Brachart | Traité de diction expressive, accompagné d'opinions des plus illustres écrivains et comédiens français                        | /                                  | 1914 |
| Adolphe Brachart | Traité de mimique et de pantomime accompagné d'opinions des plus illustres écrivains, comédiens et mimes français,            | /                                  | 1920 |
| Adolphe Brachart | Traité pratique sur l'art de la mise en scène                                                                                 | /                                  | 1912 |
| A. Vermandele    | Cours de prononciation française et de diction                                                                                | /                                  | 1920 |

### Musique
Le numéro « cotage » établi par la maison d’édition E. Lelong pour les partitions musicales imprimées est toujours précédé des initiales E.L. :
| Compositeur(s) et parolier(s)   | Titre et genre musical | Numéro cotage | Date |
| ------------------------------- | --- | ------------- | ---- |
| Jan de Baets                    | Chansonnetten en Monologen : brusselsche-volkszanger                                                                                       | /             | s.d. |
| Jan de Baets et Henry Van Luck  | L'Aristocratie et la Démocratie | /             | s.d. |
| Fernand Bastin et Maurice Léger | Gand Français | /             | s.d. |
| A. Bavo et Nicolas Ambreville   | L’argent des autres, fox-trot créé par Mauville                                                                                            | /             | 1920 |
| E. Bouquette et M. Mauville     | Marie m’aime | E.L. 132      | s.d. |
| Jules Delhaxhe                  | Le Fox Trotte | /             | s.d. |
| Albert Dickson et L. Lust       | Tout est Passé | /             | s.d. |
| Pitje Durlet et Henri Debelder  | Voilà Toone pourquoi je suis fâché, rondeau réaliste bruxellois                                                                            | /             | s.d. |
| Rouget de L'Isle                | La Marseillaise, chant national | E.L. 126      | s.d. |
| Ch. Lahaye et Jan de Baets      | Les huit heures de travail..., chansonnette grime                                                                                          | E.L. 90       | s.d. |
| J. Meudrot                      | Polka des Ministres | /             | s.d. |
| Jean Portal                     | Frissons d’amour, Valse de ballet, Gavotte, Menuet pour piano, Canarval marche, Danse hongroise, A une mèche de cheveux blonds et Méchante | /             | s.d. |
| Jan Preckher et Jan de Baets    | Ik ben Papa : Kluchtlied | /             | s.d. |
| Jan Preckher et Jan de Baets    | Kzou willen da'k ne klijchkop ha! | /             | s.d. |
| Van Campenhout et Ch. Rogier    | La Brabançonne, chant national belge | E.L. 127      | s.d. |
| Pierre Van Gils et M. Jonniaux  | Belgique | /             | s.d. |
| H. Van Luck et Jan de Baets     | L’aristocratie et la démocratie, chansonnette                                                                                              | /             | s.d. |
| Arthur Van Oost                 | Florialies, valse lente pour piano | /             | s.d. |

| Auteurs     | Titre                                   | Date |
| ----------- | --------------------------------------- | ---- |
| Jean Portal | La composition musicale en douze leçons | s.d. |

| Compositeur(s) et parolier(s)                                 | Titre et genre musical                                                  | Date |
| ------------------------------------------------------------- | ----------------------------------------------------------------------- | ---- |
| H. Ackermans, L. Gerrebos et G. de Cresac                     | L’Avocate, opérette en 3 actes                                          | 1917 |
| H. Ackermans, L. Gerrebos et G. de Cresac                     | Le charme étrange, opérette en trois actes                              | 1917 |
| Léon Dubois, Georges Garnir et Victor La Gye                  | Vers la gloire !, ode dramatique en 5 tableaux                          | 1919 |
| Willibald Christoph Gluck et Pierre-Louis Moline (traduction) | Orphée, opéra en quatre actes et cinq tableaux                          | s.d. |
| Louis Langlois et E.H. Paul Brohée                            | Il était une étoile, opérette en 1 acte                                 | 1923 |
| Louis Langlois et A. Van Rutten                               | Le Médecin volant, opéra-comique en trois actes sur un thème de Molière | 1907 |
| Giacomo Meyerbeer et Eugène Scribe                            | Les Huguenots, grand opéra en cinq actes                                | s.d. |
| François Rasse et Georges Garnir                              | 1914, drame lyrique en deux actes et deux tableaux                      | s.d. |

| Compositeur(s) et parolier(s)      | Titre                                                      | Date |
| ---------------------------------- | ---------------------------------------------------------- | ---- |
| Hary Mitchell                      | Une affaire épatante !, comédie-vaudeville                 | 1912 |
| Ernest Serigiers                   | Pompette !, vaudeville en 1 acte                           | 1919 |
| Ernest Serigiers et Louis Guissart | Adolphe, tu me trompes !, vaudeville en 1 acte             | 1931 |
| Ernest Serigiers et Louis Guissart | Mon curé dans de vilains draps, vaudeville en 1 acte       | 1931 |
| Ernest Serigiers et Louis Guissart | Les Francounotte, vaudeville bruxellois en 1 acte          | 1915 |
| Ernest Serigiers et Louis Guissart | La Maîtresse de la maison, vaudeville en 1 acte            | 1918 |
| Ernest Serigiers et Louis Guissart | On demande un chauffeur !, vaudeville bruxellois en 1 acte | 1917 |
| Ernest Serigiers et Louis Guissart | Sacrée vache !, vaudeville bruxellois en 1 acte            | 1923 |

### Services d'archives consultés
- Archives de la Ville de Bruxelles (65, rue des Tanneurs à 1000 Bruxelles)
- Institut d'histoire ouvrière, économique et sociale - IHOES (Seraing) (3, Avenue Montesquieu à 4100 Seraing)
- Bibliothèque royale de Belgique, Section Musique (Mont des Arts à 1000 Bruxelles)

### Source imprimée
- Robert Wangermée, Dictionnaire de la chanson en Wallonie, Liège, Pierre Mardaga, 1995.

### Sources électroniques

#### Catalogues en ligne
- Archives de l'État en Belgique, Rechercher des archives, disponible sur https://search.arch.be/fr/rechercher-des-archives, consulté le 3 novembre 2017.
- Bibliothèque royale de Belgique, Recherche dans les collections, disponible sur https://www.kbr.be/fr, consulté le 30 novembre 2017.
- Bibliothèque nationale de France :
  - Catalogue général, disponible sur http://catalogue.bnf.fr/index.do, consulté le 29 novembre 2017.
  - Gallica, disponible sur https://gallica.bnf.fr/, consulté le 30 novembre 2017.
- Conservatoire royal de Bruxelles, Catalogue en ligne, disponible sur http://catalog.b-bc.org, consulté le 20 novembre 2017.
- Conservatoire royal de Liège, Catalogue en ligne, disponible sur http://bibli.student-crlg.be/opac_css/index.php, consulté le 30 novembre 2017.
- Europeana, Europeana collections, disponible sur https://www.europeana.eu/portal/fr, consulté le 15 novembre 2017.
- Online Computer Library Center, Cherchez des ouvrages dans les bibliothèques près de chez vous, disponible sur http://www.worldcat.org, consulté le 30 novembre 2017.
- Université de Gand, Universiteitsbibliotheek Gent, disponible sur https://lib.ugent.be r https://lib.ugent.be], consulté le 20 novembre 2017.
- The Internet Archive, Search, disponible sur https://archive.org, consulté le 20 novembre 2017.

#### Site Web
- Images musicales, Illustrated sheet music, disponible sur http://www.imagesmusicales.be, consulté le 15 octobre 2017.